# Francesco Minto
Francesco Minto (Mirano, 20 maggio 1987) è un allenatore ed ex giocatore italiano di rugby a 15, attivo nel ruolo di terza linea ala.

## Biografia
Cresciuto nel Mirano, Minto fu ingaggiato nel 2006 dal Parma.
Nel 2010 fu ingaggiato dal Benetton.
Dal 2018 passa ai Medicei di Firenze. Il suo debutto internazionale con l'Italia risale alla partita del 17 novembre 2012 contro la Nuova Zelanda disputata a Roma e persa 42-10.
Dopo il secondo posto come allenatore nel campionato femminile 2021-22 alla guida del Villorba, è passato nello staff tecnico del Vicenza come allenatore della mischia  con cui ha vinto il campionato nazionale di serie A.

## Palmarès

### Allenatore
- Campionati di serie A: 1
Vicenza: 2022-23

### Giocatore
- Coppe Italia: 2
Parma: 2007-08; 2008-09
- Supercoppe d'Italia: 1
Parma: 2008